# Aviação Militar (Exército Brasileiro)

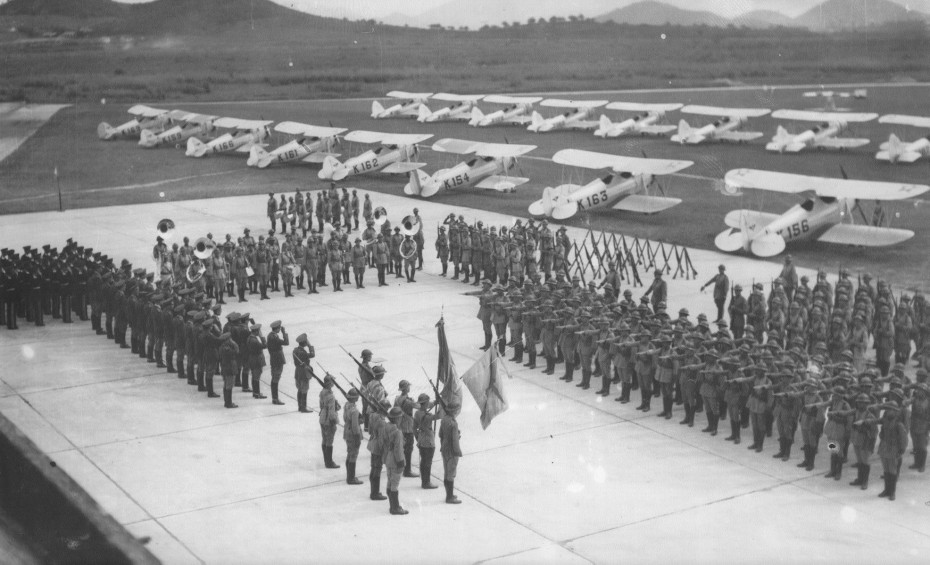
Formatura na Escola de Aviação Militar

A Aviação Militar foi o componente aéreo do Exército Brasileiro de 1919 até sua incorporação à Força Aérea Brasileira em 1941, período no qual operou aeronaves de asa fixa (aviões). A partir de 1927 a Aviação foi a quinta Arma do Exército, lado a lado com a infantaria, cavalaria, artilharia e engenharia. Seus quadros eram formados na Escola de Aviação Militar, fundada em 1919 no Campo dos Afonsos, Rio de Janeiro, e lembrada como precursora pelos atuais Centro de Instrução da Aviação do Exército e Academia da Força Aérea. A Aviação do Exército seria recriada em 1986, mas desde então só usa aeronaves de asa rotativa (helicópteros).
A primeira experiência aérea do Exército foi com balões na Guerra do Paraguai, em 1867. No início do século XX, o uso militar de uma nova tecnologia, o avião, atraiu interesse no Brasil. Sua experiência no Exército começou na Guerra do Contestado, onde Ricardo Kirk, único aviador do Exército à época, morreu num acidente de voo em 1915. Não havia indústria aeroespacial no país, e era difícil criar uma escola de aviação militar. A Marinha conseguiu criar sua Aviação Naval em 1916, e o Exército, aproveitando as sobras da Primeira Guerra Mundial e a contratação de instrutores franceses, fundou seu Serviço de aviação em 1919.
Além da Escola no Campo dos Afonsos, um Grupo de Esquadrilhas foi implantado no Rio Grande do Sul em 1922, mas desativado em 1928. O envolvimento de aviadores com o tenentismo levou à paralisação do desenvolvimento da aviação pelo presidente Artur Bernardes de 1924 a 1926. Em 1931 foram criados o correio aéreo militar e uma nova unidade operacional, o Grupo Misto de Aviação. A aviação militar brasileira teve seu primeiro uso em grande escala na Revolução Constitucionalista de 1932. A partir de 1933 a aviação projetou-se para fora da capital, com regimentos fundados em todo o país, e em 1941 ela já tinha 330 aeronaves, nem todas modernas ou em bom estado. Os aviadores desenvolveram um ethos próprio, diferenciando-se de seus companheiros em terra, contribuindo à formação da FAB em 1941. A nova corporação uniu as aviações do Exército e Naval e centralizou também a administração dos voos comerciais, nascendo a partir de um movimento civil e militar que via como desperdício a existência separada dessas aviações.

## Primórdios

### Aerostação

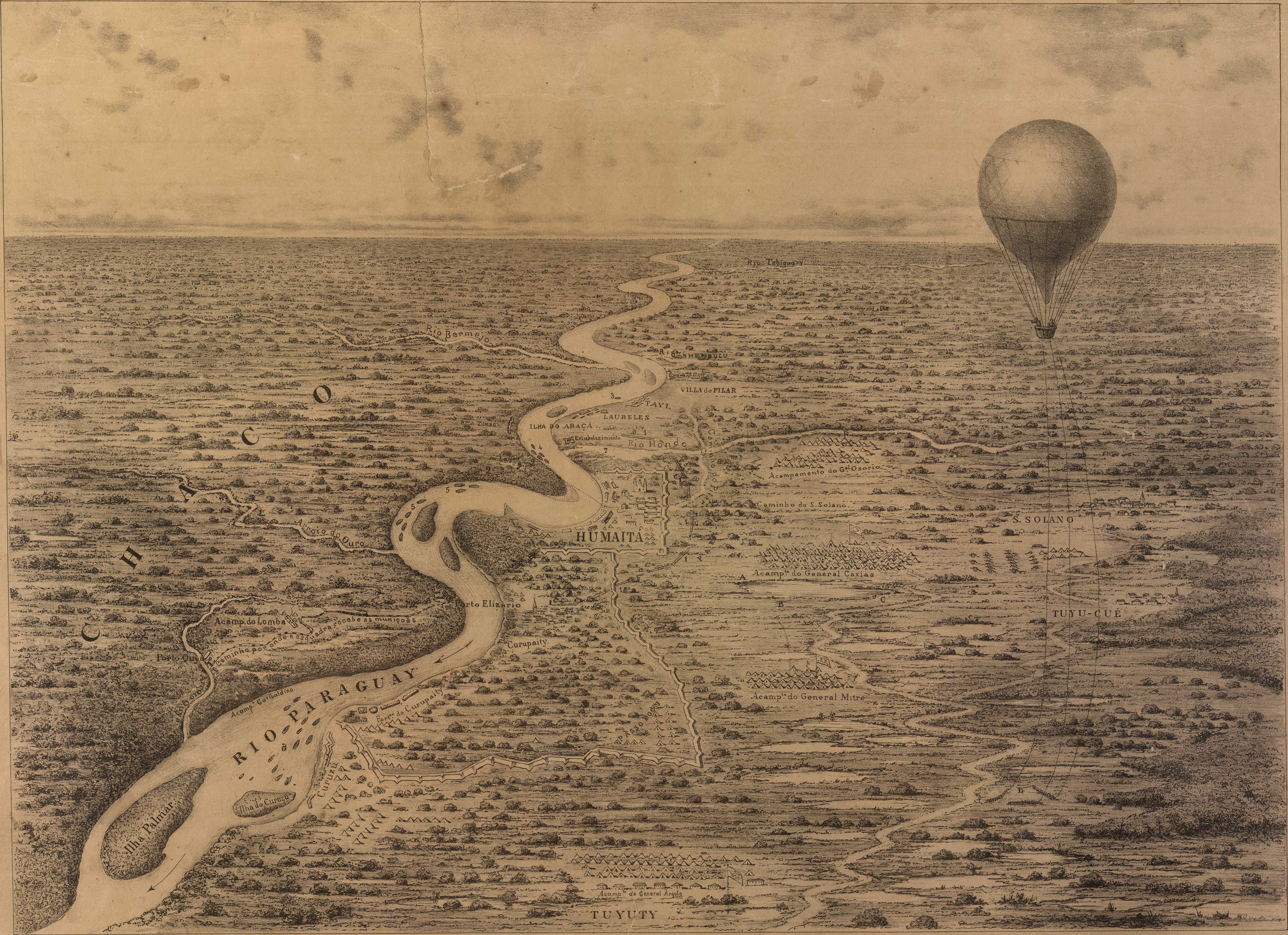
Observação aérea de fortificações paraguaias em Humaitá

O Exército Brasileiro foi pioneiro na utilização militar de meios aéreos na América do Sul durante a Guerra do Paraguai. No campo de batalha de Humaitá, em 1867, o comandante brasileiro, o Duque de Caxias, solicitou balões cativos para observar as posições paraguaias, pois o terreno era plano e os precários postos de observação de madeira tinham visão insuficiente. O reconhecimento aéreo identificou as linhas fortificadas paraguaias. O uso dos balões foi abandonado pelo Exército após a guerra, mas foi ensinado na Academia Militar. O interesse foi retomado no início do século XX, inspirado nas experiências de outros países e no sucesso de Santos Dumont na França.
Em 1907 o primeiro-tenente Juventino Fernandes da Fonseca foi enviado a Paris para comprar dois parques de aerostação, cada um composto por dois balões de vanguarda. Eles eram de modelo militar francês esférico, e portanto, instáveis em ventos acima de 30 km/h. Após duas ascensões na França e uma na Bélgica, Juventino retornou ao Brasil, construiu um hangar e montou o equipamento do parque ao lado da Escola de Artilharia e Engenharia no Realengo. Ele testou sua ascensão em 20 de maio de 1908, em frente à Academia Militar, na presença do ministro da Guerra Hermes da Fonseca. O tenente Ricardo Kirk também deveria subir, mas não participou a pedido de Juventino, que temia algum problema. E, de fato, o artefato desprendeu-se do cabo de amarração e subiu sem controle. Juventino acionou a válvula de escape do gás, mas ela travou na posição aberta, provocando vazamento súbito de hidrogênio, a queda do aparelho e o decesso do piloto. O Exército continuou com suas tentativas e até 1933 ainda planejou a criação de unidades de aerostação, mas elas não chegaram a ser formadas.

### Experiências com aviões

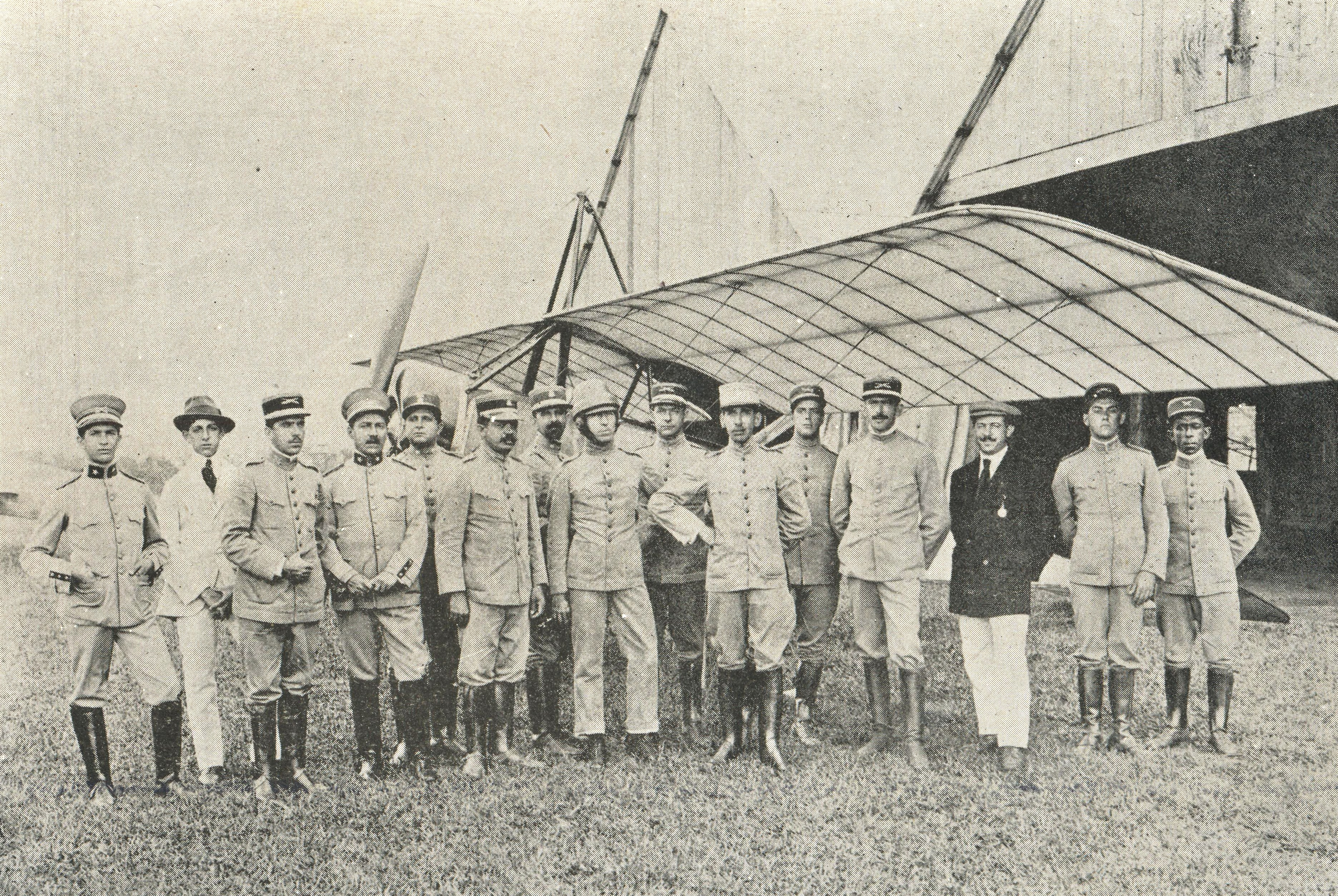
O general Setembrino de Carvalho com o tenente Ricardo Kirk na Guerra do Contestado

A nova tecnologia do avião, cuja utilidade bélica foi demonstrada na Guerra Ítalo-Turca de 1911, figurava nas reformas militares discutidas à época no Brasil. Na ausência de uma estrutura aeronáutica no país, a Marinha e o Exército enviaram os tenentes Jorge Henrique Moller e Ricardo Kirk para aprenderem a pilotagem na França, respectivamente em 1911 e 1912. Entretanto, a aceitação das novas tecnologias era difícil. O Aeroclube do Brasil (AeCB), organização privada com militares de alta patente, entre outros entusiastas, na sua direção, fez campanha na imprensa a favor da aeronáutica, inclusive a militar. Em 1914 uma parceria entre o Exército, Marinha e a firma Gino, Buccelli & Cia criou a Escola Brasileira de Aviação, no Campo dos Afonsos, mas ela funcionou por apenas quatro meses e não chegou a brevetar pilotos.
Adquirir material aeronáutico, contratar os escassos instrutores e mecânicos especialistas e formar uma escola de aviação era difícil. Não havia indústria aeronáutica na América do Sul, apenas casos isolados como os aviões Aribu e Alagoas, do capitão do Exército Marcos Evangelista da Costa Villela Junior. Seus trabalhos no Aribu começaram na fábrica de Cartuchos e Artefatos de Guerra, no Realengo, em 1911. O ministro da Guerra Vespasiano de Albuquerque negou seu pedido de apoio, e a construção prosseguiu lentamente. O Aribu voou em 1917. Era um monoplano construído com material nacional, exceto o motor, de 50 cavalos, importado da França. A estrutura era de madeira e a cobertura de tela. A hélice fora desenhada e construída por Vilella, empregando madeira nacional. O Alagoas começou a ser construído no mesmo ano, dessa vez com apoio oficial, e voou em 1918.  Era um avião consideravelmente mais desenvolvido do que o Aribu. Aproveitando a fuselagem de um avião Bleriot, Vilella projetou as asas e hélices e dotou o aparelho de um motor Luckt, importado, de 80 cavalos. Mais tarde o major Vilela foi o oficial mais graduado a compor a nova Arma da Aviação e o primeiro brigadeiro da FAB.
A Guerra do Contestado foi oportunidade para experimentar a aviação militar. Em setembro de 1914 o general Setembrino de Carvalho, nomeado comandante naquela frente, incluiu aviões de reconhecimento nos seus planos de operação. Ele solicitou ao ministro da Guerra a participação de Ricardo Kirk, único aviador em todo o Exército. Ele seguiu à região com o aviador civil italiano Ernesto Darioli e três aviões, dois dos quais foram perdidos no caminho. Após alguns voos de treinamento e reconhecimento, em 1º de março de 1915 Kirk morreu num acidente quando voava no atual município de General Carneiro, Paraná.
Enquanto isso, na Europa, a aviação na Primeira Guerra Mundial passou por um salto tecnológico e organizacional. Pela primeira vez os aviões eram consistentemente usados em larga escala em combate. Por causa da guerra, era difícil importar aeronaves e peças. O Brasil teve que esperar até depois do armistício para importar as sobras do conflito a preço baixo. A Marinha conseguiu a dianteira na área da aviação e em 1916 adquiriu nos Estados Unidos os três primeiros aviões militares brasileiros. Sua Aviação Naval expandiu-se continuamente nos anos seguintes. Por sua vez, o Exército enviou oficiais para se formarem aviadores na Marinha e na França e contratou em 1918 a Missão Militar Francesa de Aviação, posteriormente inserida na Missão Militar Francesa de Instrução. Em novembro de 1918 o Congresso Nacional concedeu crédito para a criação da Aviação do Exército.

## Organização

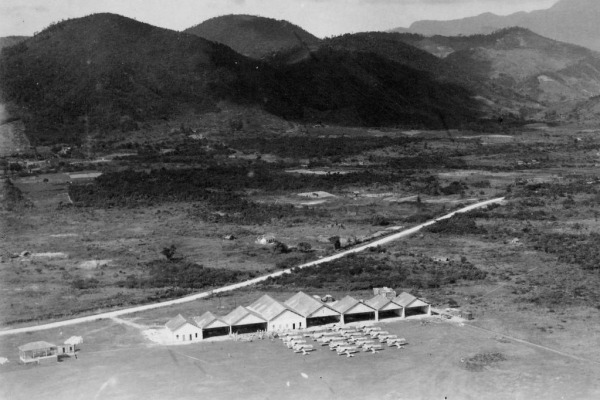
A Escola de Aviação Militar no ano de sua fundação

A aviação era a grande novidade no Exército na década de 1920. O Serviço e a Escola de Aviação Militar foram criados em 1919. Essa instituição, também localizada no Campo dos Afonsos, é lembrada como precursora de duas escolas atuais, o Centro de Instrução da Aviação do Exército e a Academia da Força Aérea. Ela formava os oficiais pilotos e observadores e os sargentos mecânicos. Os aviões eram importados, a princípio com as sobras francesas da guerra. No início a prioridade era dos observadores, e a aviação era vista de certa forma como auxiliar da artilharia. A influência francesa era forte. Os brasileiros consideravam os instrutores franceses como exímios pilotos, mas as relações pessoais tiveram seus atritos.
As aviações do Exército, naval e comercial eram gerenciadas independentemente, respectivamente sob os ministérios da Guerra, da Marinha e da Viação e Obras Públicas. Até mesmo algumas das Forças Públicas, apelidadas de pequenos exércitos estaduais, tiveram esquadrilhas de aviação militar, como a Força Pública de São Paulo e a Brigada Militar do Rio Grande do Sul. O governo centralizador de Getúlio Vargas proibiu as Forças Públicas de possuírem aviões de combate em 1931.
A reorganização do Exército de 1922 previu doze esquadrilhas de aviação — cinco de observação (divisionárias), três de caça, três de bombardeio e uma mista. Isso exigiria 180 aeronaves e a expansão do efetivo em mais de mil militares, mas a realidade orçamentária estava muito aquém dos planos. A expansão chegou a ocorrer no Rio Grande do Sul, próximo à Argentina, que estava à frente do Brasil na aviação e era objeto dos planos de uma guerra defensiva. Os dois primeiros modelos usados ali foram o Breguet 14 e Spad 7. Previa-se a operação de 45 aeronaves no Grupo de Esquadrilhas de Aviação do Rio Grande do Sul. 30 existiram de fato, das quais apenas quatro ainda eram operacionais em 1926, e o Grupo foi desativado em 1928. A efetiva descentralização da aviação só ocorreu a partir de 1933.

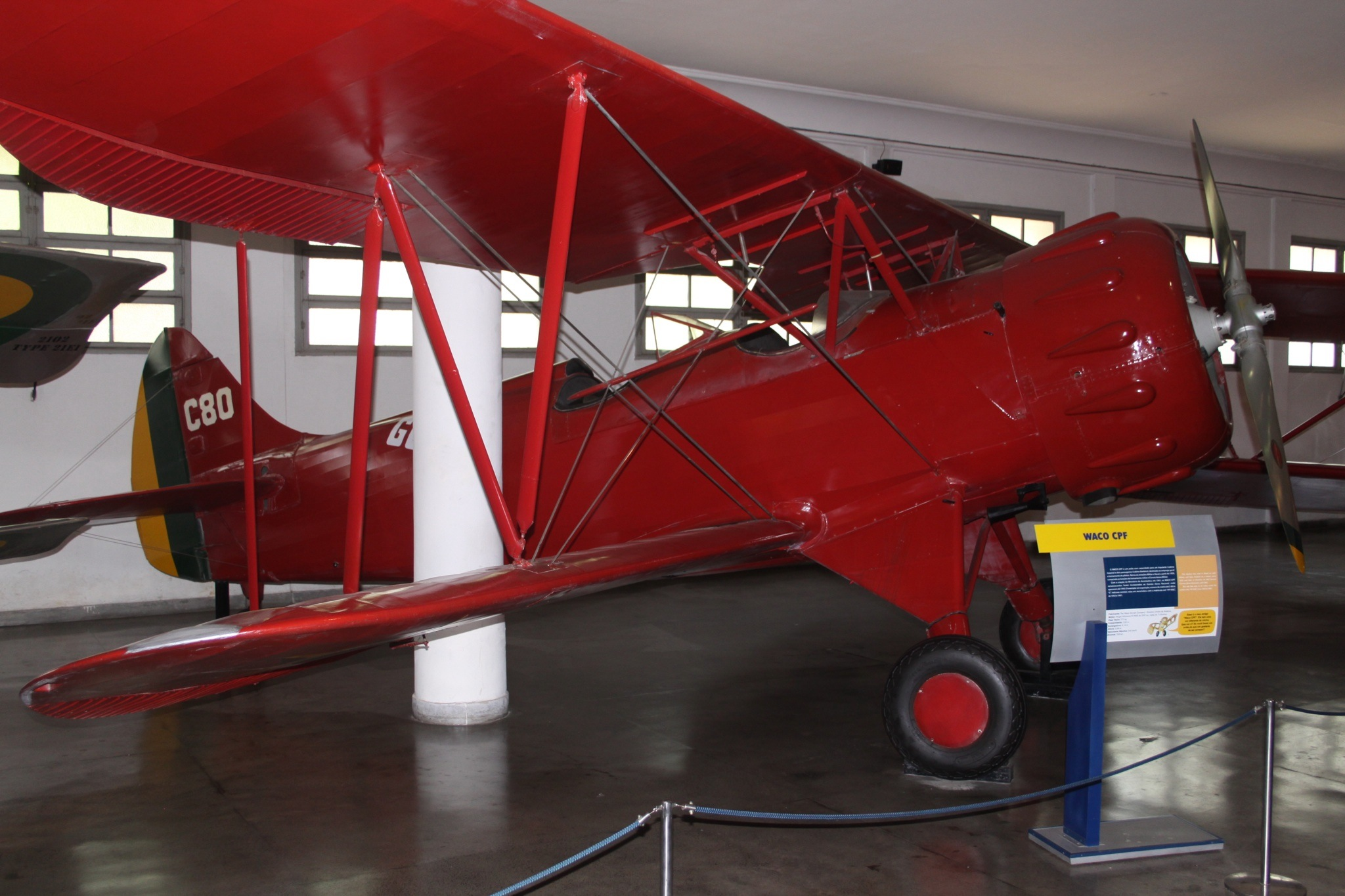
Avião Waco no Musal, Campo dos Afonsos

Em 1927 a Aviação foi alçada ao status de Arma, equiparando-a aos ramos de serviço tradicionais como a infantaria, cavalaria e engenharia. A ideia da “Quinta Arma” existia desde a década anterior. Comentaristas em A Defesa Nacional condenavam a ocupação dos órgãos de direção por oficiais sem experiência aérea e exigiam a reorganização e aumento dos recursos. A nova Arma teve como órgão central a Diretoria de Aviação, responsável tanto pela Escola de Aviação quanto pelas esquadrilhas a ser constituídas. O quadro de oficiais foi composto de oficiais de outras armas, mas diplomados em pilotagem ou observação. Os novos oficiais (segundo-tenentes) vinham do curso de Aviação da Escola Militar. A permanência e ascensão na hierarquia dependiam de provas de voo periódicas.
A única unidade de aviação era a própria Escola até 1931, com a criação do Grupo Misto de Aviação. Ele usava o Potez 25 [fr] TOE para emprego bélico e o Curtiss Fledgling [en] para treinamento. O desdobramento definitivo para além do Rio de Janeiro só ocorreu a partir de 1933. O território nacional foi dividido em três zonas aéreas militares. Em 1937 já havia o 1º, 5º e 3º Regimentos de Aviação, respectivamente no Campo dos Afonsos, Curitiba e Canoas, os núcleos do 2º, 6º e 7º, no Campo de Marte, Fortaleza e Belém e um destacamento na Pampulha. Cada Regimento deveria ter dois a quatro Grupos de Aviação, cada Grupo, duas a três Esquadrilhas e cada Esquadrilha, duas a cinco secções de aviões. Paralelamente à aviação, o Exército desenvolvia a artilharia antiaérea. Ao final de sua existência a Aviação do Exército tinha 330 aeronaves. Juntamente com as 99 da Aviação Naval, a frota aérea era heterogênea, em parte obsoleta ou fora de serviço. O número de pilotos e técnicos e a capacidade logística eram insuficientes para a proteção do território.
Em 1931 foi também criado o Correio Aéreo Militar. Ao carregar a correspondência civil, servia para justificar o orçamento militar. Para os aviadores, era a forma de escapar do “cilindro teórico” de 10 km ao redor da escola no qual ocorriam a maioria dos voos. Ele ajudou a integrar o país, alcançando muitas localidades de comunicações deficientes e nenhum acesso rodoviário ou ferroviário, numa década em que havia apenas uma empresa aérea privada no Brasil. Em 1935 suas linhas já iam do Rio Grande do Sul ao Pará. Após 1941 o correio foi unido ao Correio Aéreo Naval para formar o Correio Aéreo Nacional.

## Operações e participação política

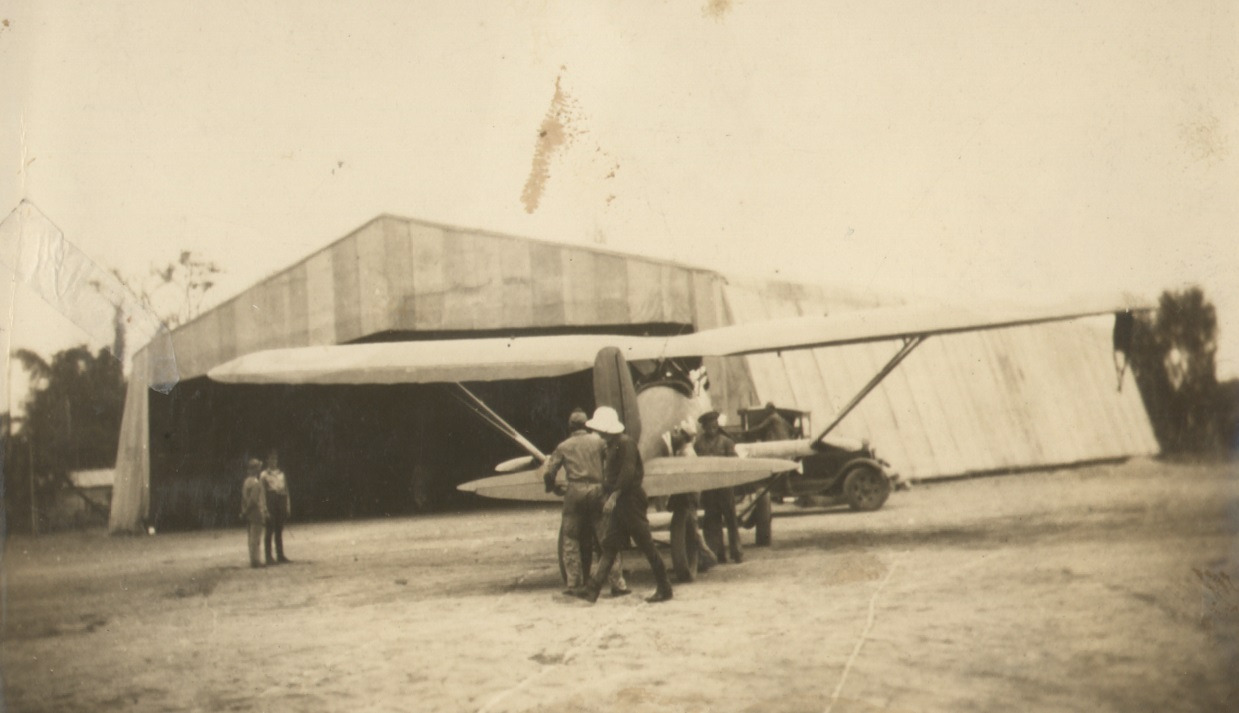
Hangar em Resende durante a Revolução Constitucionalista

A Escola de Aviação chegou a ter envolvimento em movimentos revolucionários. Alguns aviadores simpatizavam com a Revolução de 1922, mas a Escola foi ocupada antecipadamente pelos legalistas, que prenderam vários oficiais. Dez aviões foram usados contra a Revolta Paulista de 1924, com dois aviadores ficando feridos. Na subsequente campanha do Paraná, em 1925, outro destacamento aéreo operou. Mas em 1924 houve novamente prisões de pilotos simpatizantes. Temendo um atentado, o presidente Artur Bernardes paralisou o serviço de aviação. Seu desenvolvimento só foi retomado após o final de seu mandato, em 1926.
A aviação militar foi empregada por ambos os lados da Revolução de 1930, em pequena escala, e novamente na Revolução Constitucionalista de 1932, que foi seu primeiro uso em escala considerável no país, ainda que o número de aviões fosse pequeno. A Aviação do Exército voou em apoio às forças terrestres legalistas no vale do Paraíba e no sul de São Paulo e bombardeou cidades paulistas. Quatro aviões legalistas foram atingidos em terra pela aviação paulista em Mogi-Mirim, e um piloto legalista morreu abatido pelo fogo antiaéreo em Casa Branca. Os encontros com a aviação paulista no ar foram raros. Na Intentona Comunista de 1935 uma revolta eclodiu no Campo dos Afonsos, mas foi sufocada pelas tropas da Vila Militar. Se tivessem decolado, os rebeldes poderiam ter causado graves danos. Em vez disso, aviões atacaram os revoltosos do 3º Regimento de Infantaria.

## Incorporação à FAB

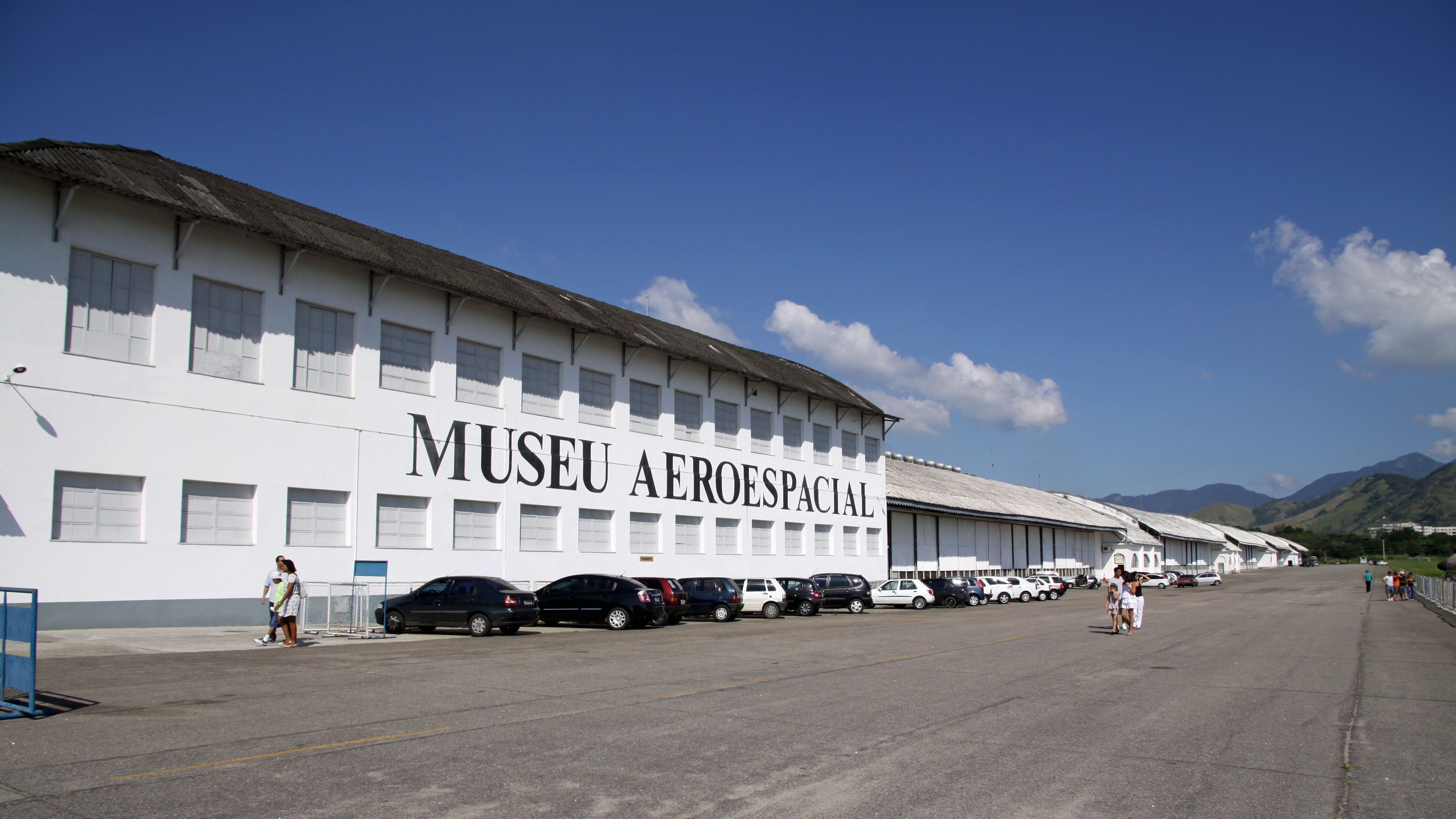
O Campo dos Afonsos sob administração da FAB

Os cadetes que seguiam à nova arma eram poucos. No Campo dos Afonsos, perdiam o contato com o restante do Exército e desenvolviam seu próprio ethos, com valores como o individualismo, a aventura e a coragem exacerbada. Para os oficiais em terra, os aviadores eram indisciplinados. As formalidades disciplinares, o ambiente e mesmo a indumentária terrestres não eram adequados à rotina da aviação. A crescente autonomia institucional na Marinha e Exército distanciou seus aviadores das respectivas corporações, alimentando o desejo por uma força própria.
Desde a década de 1930, um movimento de civis e militares defendia a unificação das aviações do Exército, naval e civil em um só “Ministério do Ar”. Eles consideravam a existência separada um desperdício e inspiravam-se em desenvolvimentos semelhantes no exterior, onde a aviação tornava-se braço independente das Forças Armadas, a exemplo da Força Aérea Francesa. Apoiando e apoiados por Getúlio Vargas, pressionavam o governo e faziam campanha na imprensa. Em 1941, com a criação da Força Aérea Brasileira (FAB) por decreto presidencial, a Aviação Militar deixou de existir. A criação teve também motivos políticos, pois era um terceiro peso na balança entre o Exército e a Marinha. Com o início da Segunda Guerra Mundial, a aviação de patrulha no litoral, partindo de bases no saliente nordestino, ganharia destaque. O Exército não queria que isso fortalecesse demais o poder político da Marinha. O chefe do Estado-Maior do Exército e o ministro da Guerra ficaram surpresos com o decreto, mas o Exército apoiou a medida, assim como o ministério da Viação e Obras Públicas. Somente o ministério da Marinha foi contrário.
Em 1986 o Exército, que pretendia constituir uma tropa aeromóvel, foi autorizado a operar helicópteros e recriar sua aviação orgânica. Em 2017 a corporação foi além e planejou a compra do Short C-23 Sherpa, que seria seu primeiro avião desde 1941. Por objeção da FAB, essa iniciativa foi interrompida em 2020.

### Citações
1. ↑  Silva Filho 1994, p. 3.
2. ↑  Lavenère-Wanderley 1976.
3. 1 2  Castro 2019.
4. ↑  Azevedo 2019, p. 6.
5. ↑  Sales 2014, p. 12-13.
6. ↑  Daróz 2018, p. 37.
7. ↑  Santos Junior 2021, p. 47.
8. ↑  Daróz 2018, p. 38.
9. ↑  Gastal 2009, p. 190.
10. ↑  Villela Neto 2017.
11. ↑  Fioravanti 2019.
12. ↑  Daróz 2018, p. 38-39.
13. ↑  Santos Junior 2021, p. 32-33.
14. ↑  Sales 2011, p. 4.
15. ↑  Santos Junior 2021, p. 47-48.
16. ↑  Azevedo 2019, p. 9-10.
17. ↑  Sales 2019, p. 19-20.
18. 1 2  McCann 2009, p. 319.
19. ↑  «História das Asas da Força Terrestre» (PDF). CAvEx. Consultado em 28 de outubro de 2022
20. ↑  «Histórico». CIAvEx. Consultado em 28 de outubro de 2022
21. ↑  Azevedo 2019.
22. ↑  Sales 2019, p. 20-21.
23. ↑  Antunes & Brito 2019, p. 143.
24. 1 2  Bercho 2017, p. 32.
25. ↑  Forjaz 2005, p. 284.
26. ↑  Fraga 2022, p. 2.
27. ↑  Mussolini Filho 2007, p. 116.
28. ↑  Cabeda 1991, p. 106.
29. ↑  Loureiro 2021, p. 128.
30. ↑  Assunção 2022.
31. ↑  Forjaz 2005, p. 282.
32. ↑  Sales 2011, p. 7-9.
33. ↑  Antunes & Brito 2019, p. 142.
34. 1 2 3 4  Magalhães 1998, p. 337-338.
35. ↑  Antunes & Brito 2019.
36. ↑  Assunção 2022, p. 30.
37. ↑  INCAER 1990, p. 324-328.
38. ↑  Brasil, Decreto nº 22.591, de 29 de março de 1933. Organiza as Unidades Aéreas do Exercito em tempo de paz e dá outras providencias..
39. ↑  Machado 2021, p. 177-178.
40. ↑  Antunes & Brito 2019, p. 144-149.
41. 1 2  Bercho 2017, p. 34.
42. ↑  Exército Brasileiro, s/d.
43. ↑  INCAER 1990, p. 117-125.
44. ↑  Geraldo 2007.
45. ↑  Cambeses Júnior, s/d.
46. ↑  Soares 2022.
47. ↑  McCann 2009, p. 482-483 e 485.
48. ↑  Forjaz 2005, p. 282-283.
49. ↑  Santos Junior 2021, p. 48-50.
50. ↑  Forjaz 2005, p. 283-286.
51. ↑  Santos Junior 2021, p. 34-41 e 54.
52. ↑  Bercho 2017, p. 33.
53. ↑  Falconi 2009, p. 13.
54. ↑  Fraga 2022, p. 2-3.
55. ↑  Revista Asas 2017.
56. ↑  Estadão Conteúdo 2020.